# Kel-Tec PLR-16

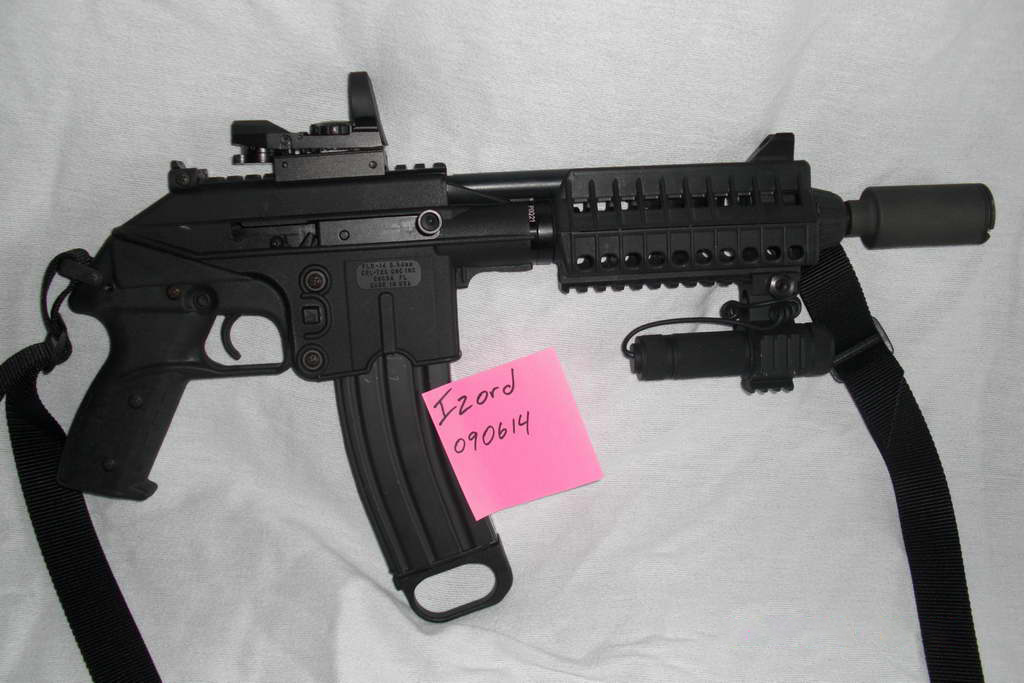
Una Kel-Tec PLR-16 con mira réflex, compensador de retroceso y linterna táctica.

La Kel-Tec PLR-16 es una pistola semiautomática accionada por gas y que dispara el cartucho 5,56 x 45 OTAN, fabricada por Industrias Kel-Tec de Florida.
La PLR (Pistol, Long Range o Pistola de Largo Alcance) fue diseñada para el tiro deportivo y recreativo, para cacería menor, control de plagas y cacería mayor. Debido a la menor longitud del cañón del PLR-16 (230 mm), la velocidad de la bala de 5,56 mm es menor en comparación con los cañones tradicionales de 510 mm.
La PLR-16 combina el cerrojo rotativo con múltiples tetones de acerrojado del AR-15 con un pistón de gas. La pistola acepta los cargadores STANAG usados en el AR-15, el M16 y otras armas que disparan el cartucho 5,56 x 45 OTAN.
El armazón de la PLR-16 está construido con polímero reforzado, haciendo que el arma sea resistente y ligera, además de incorporar en la parte superior un riel Picatinny estilo M-1913 para aceptar diversos accesorios como miras o bayonetas.